# Tête-à-Tête-Quadrille
Tête-à-Tête-Quadrille, op. 109, är en kadrilj av Johann Strauss den yngre. Den spelades första gången den 4 februari 1852 i Pressburg, nuvarande Bratislava.

## Historia
Den 20 januari 1852 meddelade tidningen Die Presse att Johann Strauss och hans orkester hade engagerats att spela i Pressburg (då fortfarande en del av Habsburgsriket) den 4 februari. Fem dagar senare hade tidningen mera detaljer om evenemanget: "Välgörenhetsbal till förmån för änkor och föräldralösa till artister i Bratislava. En rad artister har osjälviskt tagit på sig uppgiften. Vid tillfället kommer Herr Johann Strauss i egen hög person, med sin orkester från Wien, att för första gången framföra en kadrilj speciellt komponerad för konserten". Den 27 januari annonserade Pressburger Zeitung att programmet vid balen skulle bestå av valsen Fünf Paragraphe aus dem Walzer-Codex (op. 105) kadriljen Vivat!-Quadrille (op. 103), samt ett dansstycke "speciellt komponerad för balen"; kadriljen Souvenir á Preßbourgh. Två dagar efter balen noterade Pressburger Zeitung att balen "utan invändningar hade varit säsongens mest framgångsrika". När kadriljen gavs ut i tryck hade titeln ändrats till Tête-à-Tête-Quadrille.
Det första framförandet av kadriljen i Wien skedde den 17 februari 1852 vid en välgörenhetsbal i danslokalen Zum Sperl. 

## Om kadriljen
Speltiden är ca 4 minuter och 57 sekunder plus minus några sekunder beroende på dirigentens musikaliska tolkning.

## Weblänkar
- Dynastin Strauss 1852 med kommentarer om Tête-à-Tête-Quadrille.
- Tête-à-Tête-Quadrille i Naxos-utgåvan.